# Apicia effascinaria
Apicia effascinaria là một loài bướm đêm trong họ Geometridae.